# I. Fallschirmkorps
O I. Fallschirmkorps foi um Corpo da Luftwaffe. Foi formado no mês de Janeiro de 1944 em Roma a partir do II. Luftwaffen-Feldkorps. Comandou diversas unidades das forças armadas alemãs, dentre estas, unidades do Heer e Waffen-SS.

## Kommandierender General
| Comandante                             | Data                                           |
| -------------------------------------- | ---------------------------------------------- |
| General Alfred Schlemm                 | 1 de Janeiro de 1944 - 1 de Novembro de 1944   |
| Generalleutnant Richard Heidrich       | 1 de Novembro de 1944 - 3 de Maio de 1945      |
| Generalleutnant Hellmuth Böhlke (Heer) | 23 de Janeiro de 1945 - 7 de Fevereiro de 1945 |

## Chef des Stabes
| Oberst Karl-Heinz von Hofmann, 1944 - 1945 |
| Oberst Koller-Kraus, 1945 - 3.45           |
| Oberst Otto Heckel, 3.45 - 5.45            |

## Bases do QG
| Abril de 1944                      | Roma              |
| Junho de 44                        | Monteriggioni     |
| Agosto de 1944                     | Prato bei Firenze |
| Setembro de 1944 - Janeiro de 1945 | Bologna           |
| Abril de 1945                      | Molinella         |

## Serviço de Guerra
| Fev 44 - Out 44 | 14º Exército | Nettuno, Apennin |
| Nov 44 - Abr 45 | 10º Exército | Apennin          |

## Korpstruppe
- Artilleriekommandeur 122 (Unidade do Exército)[1]
- Fallschirm-Artillerie-Kommandeur 11, a partir de Janeiro de 1945
- Korps-Nachrichten-Abteilung 1 der Luftwaffe
- Korps-Aufklärungs-Abteilung 1 der Luftwaffe
- Korps-Artillerie-Regiment 1 der Luftwaffe
- Sturmgeschütz-Abteilung 1 der Luftwaffe
- Fallschirm-Flak-Regiment 1
- Fallschirm-MG-Bataillon 1
- Kommandeur der Nachschubeinheiten I. Fallschirm-Korps

## Ordem de Batalha
Controlou as seguintes unidades durante a guerra:
| 9 de Fevereiro de 1944  | 65. ID, 4. FJD                                               |
| 1 de Março de 1944      | 3. ID, 65. ID, 4. FJD                                        |
| 15 de Abril de 1944     | 3. ID, 65. ID, 4. FJD                                        |
| 11 de Maio de 1944      | 3. ID, 65. ID, 4. FJD                                        |
| 17 de Junho de 1944     | 356. ID, 4. FJD, 26. PD, 3. ID                               |
| 11 de Julho de 1944     | 356. ID, 4. FJD, 29. ID                                      |
| 31 de Agosto de 1944    | 356. ID, 4. FJD, 334. ID                                     |
| 16 de Setembro de 1944  | 4. FJD, 334. ID, 362. ID                                     |
| 13 de Outubro de 1944   | 362. ID, 65. ID, Grenadier-Lehr-Brigade, 4. FJD, 16. SS Div. |
| 5 de Novembro de 1944   | 4. FJD, 16. SS Div, 94. ID                                   |
| 26 de Novembro de 1944  | 4. FJD, 16. SS Div, 94. ID                                   |
| 31 de Dezembro de 1944  | 4. FJD, 94. ID                                               |
| 19 de Fevereiro de 1945 | 4. FJD, 90. ID, 715. ID, 334. ID, 1. FJD                     |
| 1 de Março de 1945      | 4. FJD, 278. ID, 334. ID, 1. FJD                             |
| 12 de Abril de 1945     | 26. PD, 4. FJD, 278. ID, 1. FJD, 305. ID                     |

Reforços era provenientes do Fallschirm-Jäger-Ersatz-Bataillon 1.